# 高雄市私立立志高級中學
高雄市私立立志高級中學，簡稱立志中學，是一所位於台灣高雄市三民區的私立完全中學。

## 校史
- 1963年5月4日，創立高雄市私立立志初級中學。
- 1967年，成立高中部。
- 1968年，成立電子、化驗、商業、機工科，設置夜間補習學校。
- 1978年，成立汽車修護科。
- 1980年，改制為高雄市私立立志高級工商職業學校。
- 1986年，設立控制科。
- 1987年，設立資訊處理科、美容美髮科、視聽電子修護科、家電技術修護科。
- 1993年，恢復成立高中部。
- 1997年，設立國中部、觀光事業科。
- 1999年，改制為立志高級中學。
- 2000年，增設餐飲管理科。
- 2004年，增設綜合高中。
- 2011年，更名為立志學校財團法人高雄市立志高級中學。
- 2012年，輪調式建教班全面改成階梯式建教班。
- 2023年，木工室發生火災

## 現有科別
國中部、普通高中部、綜合高中部、高職正規班、建教班、實用技能學班、綜合職能班

### 普通高中
普通科

### 高職部
- 汽車科（汽機群）
- 電子科（電機電子群）
- 資訊科（電機電子群）
- 電機科（電機電子群）
- 資料處理科
- 電競經營科
- 餐飲管理科
- 美容科

### 實用技能班
- 汽(機)車修護科
- 視聽電子科
- 商用資訊科
- 餐飲技術科

### 輪調式建教合作班
- 汽車修護科
- 美容美髮科
- 餐飲管理科

## 籃球隊
立志中學籃球隊是過去高中籃球聯賽（HBL）非常知名的南部球隊之一，大部分球員來自高市梓官國中，前立志工商（現立志中學）教練韓光雲曾帶隊拿到三次高中籃球聯賽冠軍。95學年度轉戰高中籃球乙級發展．只有98學年度和100學年度乙級全國八強．分別拿到第三名和第八名。
| 學年度 | 77學年度 | 78學年度 | 79學年度 | 80學年度 | 81學年度 | 82學年度 | 83學年度 | 84學年度 | 85學年度 | 86學年度 |
| ------ | -------- | -------- | -------- | -------- | -------- | -------- | -------- | -------- | -------- | -------- |
| 名次   | 第七名   | 第四名   | 第五名   | 第一名   | 第二名   | 第一名   | 第一名   | 第三名   | 第四名   | 第三名   |

## 連結
- 立志中學網站 （页面存档备份，存于）

1. ↑  .   [2017-12-14]. （原始内容存档于2017-12-14）.